# Rábade
Rábade est une commune de la province de Lugo en Espagne située dans la communauté autonome de Galice.

## Personnalités liées à la commune
- Juana Capdevielle (1905-1936), institutrice et bibliothécaire espagnole, morte assassinée dans la commune pendant la guerre d'Espagne[1].